# Neptunův syn (kniha)
Neptunův syn je druhý díl fantasy série Bohové Olympu. Tento díl je vyprávěn dalšími třemi postavami (v Proroctví to byli Jason, Piper a Leo, nyní to jsou Percy, Frank a Hazel). Percy se dostává do Jupiterova Tábora, zatímco Jason do Tábora Polokrevných. Percy si stejně jako Jason pamatuje na jednu osobu v životě (u Jasona to byla Thalia, u Percyho Annabeth). Spolu se vydávají na výpravu za osvobozením ducha smrti Thanata a poražením zlé Gaie. Spojovací postavou obou knih je bohyně Héra známá také jako Juno. Percy bloudí krajem a má jediný cíl dostat se do tábora polobohů. Díky tomu, že neví nic (Hera - Juno mu vymazala paměť) jde do římského tábora pro polobohy. Zde se seznámí s Hazel a Frankem. Společně se vydají zachránit Smrt ze spárů Gaie. Společně objeví svá tajemství a také svou minulost. 